# Manique do Intendente
Manique do Intendente est une freguesia portugaise qui dépend de la municipalité d'Azambuja. Elle compte 1 392 habitants en 2001 et s'étend sur 36 km2.

## Histoire
Auparavant, la commune était appelée Alcoentrinho (pouvant être traduit par « Le petit Alcoentre »), du fait de sa proximité avec la ville d'Alcoentre. Mais le 11 juillet 1791, la reine Marie Ire de Portugal renomme le lieu Manique do Intendente en l'honneur de son fidèle intendant général de la police, Diogo Inácio de Pina Manique.

## l'église
Manique do Intendente est aussi connue pour son église inachevée depuis plusieurs siècles. En effet la construction de celle-ci était supervisée par Diogo Inácio de Pina Manique en personne, mais il fut assassiné au cours de la construction de l'édifice, qui n'a jamais repris depuis.